# Luchthaven Manda
Luchthaven Manda (IATA: LAU, ICAO: HKLU) is een luchthaven op Manda, Kenia. Het bedient Lamu.

## Luchtvaartmaatschappijen en bestemmingen
- Airkenya Express - Nairobi-Wilson, Lamu
- Kenya Airways - Malindi